# ملعب سيليزيا
ملعب سيليزيا هو ملعب متعدد الاستخدام يقع في مدينة تشورزوف البولندية . غالبا ما يتم استخدامه لمباريات كرة القدم . يسع الملعب لجلوس 47,246 متفرج . يعتبر الملعب الرسمي الذي يخوض فيه منتخب بولندا مبارياته الدولية . تم افتتاح الملعب في 22 يوليو 1956 .